# Antoine Joseph Monneron
Pour les articles homonymes, voir Monneron.
Antoine Joseph Monneron, négociant français, né le 8 mai 1736 à Antibes, décédé le 29 juillet 1815 à Santiago de Cuba.

## Contexte
Son frère aîné, Charles Claude Ange Monneron (1735-1799), fut député aux États généraux pour la Sénéchaussée d'Annonay, ainsi que ses frères Louis Monneron (1742-1805) et Pierre Antoine Monneron (1747-1801) qui furent respectivement députés aux États généraux pour les Indes orientales et pour l'Île de France. Un autre frère, Joseph François Augustin Monneron (1756-1826) fut député de Paris à l'Assemblée législative et donna sa démission en 1792. Sous le Directoire, Augustin Monneron devint Directeur Général de la Caisse des Comptes Courants. Il fit banqueroute en 1798.

## Biographie
On a peu de détails de ce personnage. Il voyagea pourtant beaucoup. Il était appelé dans sa famille Monneron de Serrières. Il se maria à 63 ans, et reconnu les trois enfants nés antérieurement au mariage.
Il avait acquis plusieurs domaines, dont celui des Grailles qui appartenait aux Cordeliers d'Annonay, mais sa fortune ne devait pas être considérable, puisque sa veuve aura besoin de secours.
On a longtemps pensé que ce fut lui qui, pendant quelque temps représenta les intérêts de la France à Ceylan, car l'un des frères Monneron, occupa ce poste. Il s'agit en fait de Jean Louis Monneron.

## Sources
- Site geneanet samlap